# Cyrtandra aristata
Cyrtandra aristata là một loài thực vật có hoa trong họ Tai voi. Loài này được Blanco mô tả khoa học đầu tiên năm 1837.